# 特朗普诉纽约州案
特朗普诉纽约州案是美国最高法院处理2020年美国人口普查的一宗案件。它的核心是时任总统唐纳德·特朗普在2020年7月写给负责进行和报告人口普查的商务部的一份行政备忘录的有效性。备忘录要求移民局报告人口普查结果，但不包括非法移民的估计人数。这份备忘录受到了以纽约州为首的美国各州联盟以及几个城市和其他组织的挑战，这些国家和组织起诉阻止对备忘录采取行动。美国纽约南区地方法院为各州裁定并阻止备忘录的执行，导致特朗普寻求最高法院采取紧急行动，在2020年12月31日人口普查结果到期前就此事作出裁决。法院于2020年12月18日发布了一项法庭裁决，撤销了地区法院的裁决，并驳回了该案，理由是有一些与缺乏地位和成熟度有关的事项使该案为时过早。法院在2020年12月18日就类似的“特朗普诉乌塞什案”中作出了同样的判决。
虽然多个州誓言在判决下达完成后立即将案件重新上诉至最高法院，从而确立了地位和成熟度，但特朗普政府在执行过程中遇到了巨大的困难（部分原因是最高法院案例“商务部诉纽约州案”）。最终，特朗普的继任者发布了第13986号行政命令，要求在2020年人口普查中对非公民进行统计，无论是为了统计还是确定国会的分配，从而扭转了特朗普政府的政策，结束了争议。